# Орлиноклювые колибри
Орлиноклювые колибри (лат. Eutoxeres) — род птиц семейства колибри. Распространены в Центральной и Южной Америке. Населяют подлесок тропического дождевого леса. Питаются нектаром геликоний. Описаны два вида, которые отличаются друг от друга размером и окраской оперения:
- Eutoxeres aquila (Bourcier, 1847) — Орлиноклювый колибри. Длина тела составляет до 13,5 см[2]. Верхняя часть тела блестяще тёмно-зелёная, нижняя часть тела с широкими чёрными и белыми полосами. Хвост закруглён, коричневато-зелёного цвета, вершины рулевых перьев окрашены в белый цвет, подхвостье яркого оранжево-охряного цвета[2].
- Eutoxeres condamini (Bourcier, 1851) — Краснохвостый орлиноклювый колибри. Длина тела — от 12 до 13 см. Внешне похож на орлиноклювого колибри, однако, внешние перья хвоста жёлто-коричневые у основания, вершины также белые. Полосы на нижней стороне тела не чёрные и белые как у орлиноклювого колибри, а тёмно-серого и желтоватого цвета[2][3].